# Radošiće
Radošiće (cyr. Радошиће) – wieś w Serbii, w okręgu raskim, w gminie Raška. W 2011 roku liczyła 159 mieszkańców.